# Вироджений газ
Ви́роджений газ, або ква́нтовий газ  — стан системи вільних і невзаємодіючих частинок, у якому тиск й інші фізичні характеристики сильно залежать від квантових ефектів і суттєво відрізняються від властивостей класичного ідеального газу. Зазвичай, у такий стан речовина переходить за надзвичайно високої густини (наприклад, у компактних зорях) або за низької температури, хоча іноді його можна спостерігати і в звичайних умовах — наприклад, електронний газ у металах є виродженим, і саме цим пояснюється їх висока провідність. 

Якщо у цей стан переходить речовина, що в основному складається з частинок одного типу, то результат називають відповідно: вироджений електронний газ, вироджений нейтронний газ, тощо. Якщо речовина є сумішшю різних частинок, то її складові можуть вироджуватися неодночасно. Наприклад, у суміші електронів та іонів у білих карликах, електронний газ може виродитися, у той час як іонний — ні. 
Процес переходу газу у вироджений стан називають виродженням. Повністю виродженим газ стає при температурі абсолютного нуля, що є недосяжною на практиці, тому в реальності можуть існувати лише частково вироджені гази.
Гази з ферміонів (фермі-гази) і гази з бозонів (бозе-гази) при виродженні поводять себе по-різному.

## Принципи

### Ферміонний газ
За принципами квантової механіки, енергія частинки може набувати лише дискретних значень, які називають квантовими станами або енергетичними рівнями. Принцип заборони Паулі забороняє однаковим ферміонам займати один і той же квантовий стан. При достатньо низькій енергії або великій кількості частинок в обмеженому просторі, усі низькоенергетичні квантові стани виявляються повністю зайнятими (найвищий повністю зайнятий стан називають рівнем Фермі). Таким чином, щоб додати нові частинки або зменшити об'єм, в якому вони розташовані, потрібно підняти якісь частинки на вищий енергетичний рівень, для чого потрібні додаткові витрати енергії (порівняно з класичним ідеальним газом). Опір, на подолання якого йдуть ці витрати, по суті є додатковим тиском газу. Саме через цей механізм тиск ферміонів навіть при абсолютному нулі не опускається нижче деякого значення, що називається тиском Фермі. Цей же механізм утримує від колапсу білі карлики й нейтронні зорі.
У випадку, якщо вироджений газ містить дуже високоенергетичні частинки, енергія яких значно більша за їхню енергію спокою, такий газ називають релятивістським виродженим газом. Рівняння стану релятивістського виродженого газу відрізняється від нерелятивістського випадку. 
Вперше вироджений газ описав 1926 року Ральф Г. Фаулер, який показав, що всередині білих карликів парціальний тиск електронів значно вищий, ніж іонів.

### Бозонний газ
На бозони не розповсюджується принцип Паулі, і вони можуть перебувати однакових квантових станах, тому для них виродження виглядає інакше.
При зниженні температури, деякі з бозонів переходять у стан із нульовим імпульсом, і чим далі, тим більша їхня частка робить так. Це явище називається конденсацією Бозе-Ейнштейна. На відміну від ферміонного газу, який при виродженні має більший тиск, ніж ідеальний газ, бозонний газ, навпаки, має менший тиск, через те, що частинки, які впали на нульовий рівень, взагалі не створюють тиску. 
Нижче температури виродження тиск бозонного газу залежить лише від температури.
Після конденсації речовина починає виявляти квантові властивості на макроскопічному рівні. Її хвильові функції стають когерентними в усьому об'ємі речовини.
З елементарних частинок стабільними є лише фотони, і вони можуть утворювати бозонний газ. Окрім фотонів, стабільними бозонами є різноманітні складні частинки — атоми, куперівські пари, тощо. Проте всі речовини, якщо охолоджувати їх не в ультрарозрідженому стані, за температури абсолютного нуля перестають бути газом, і стають або рідиною (гелій), або твердим тілом.

## Умови виродження
Можна вважати, що газ починає вироджуватися, коли середня відстань між частинками стає порівняною з довжиною їх хвилі де Бройля. Цю умову можна виразити як
{\displaystyle N^{-1/3}\sim r\sim \lambda }
де {\displaystyle N} — об'ємна концентрація частинок,
{\displaystyle \lambda =h/{\left(mv\right)}} — довжина хвилі де Бройля частинок маси m, що рухаються зі швидкістю v.
Температуру, за якої цей процес починається можна виразити як {\displaystyle T_{0}=\epsilon _{F}/k}, де {\displaystyle \epsilon _{F}} - енергія Фермі, що дорівнює {\displaystyle \epsilon _{F}={\frac {\hbar ^{2}}{2m}}\left({\frac {6\pi ^{2}N}{gV}}\right)^{2/3}}, для ферміонного газу і
{\displaystyle T_{0}={\frac {\hbar ^{2}\pi }{km}}\left({\frac {N}{gGV}}\right)^{2/3}} для бозонного,
де g = 2s + 1, де s - спін частинки.
Наприклад, концентрація електронів у металах {\displaystyle ~10^{22}} частинок на сантиметр кубічний, а маса електрона — {\displaystyle ~10^{-27}} грам, тому температура виродження для електронного газу в металі — близько 10 000 Кельвінів.

## Властивості
Характерною особливістю виродженого фермі-газу є залежність тиску лише від концентрації частинок, а не від температури. Також, вироджений газ має значно меншу теплоємність, ніж передбачає класична модель.
Із виродженістю пов'язані деякі якісно нові явища, такі як луската структура просторового розподілу, пригнічення пружних і непружних зіткнень, існування нуль-звуку при низькій температурі, спінові хвилі. Гази при виродженні можуть спонтанно переходити у феромагнітний стан, і демонструвати інші незвичайні магнітні властивості. 
Виродженість може бути пов'язаною з надплинністю.

## Приклади

### Вироджений електронний газ
Температура виродження газу вільних електронів у металах (Т0) виводиться з умови {\displaystyle T_{0}=\epsilon _{F}/k}. Розрахунки показують, що Т0 ~ 10000 К, тобто, для всіх температур, коли метал може існувати в твердому вигляд, електронний газ у металі буде виродженим.

### Релятивістський вироджений електронний газ у білих карликах
Виродження електронного газу одним із визначальних елементів фізики білих карликів. Звичайні зорі можна вважати масою плазми, тобто сумішшю електронного й іонного газів. На початку еволюції зорі та під час перебування її на головній послідовності густина речовини у ній, навіть у ядрі, порівняно невелика, а температура досить висока, більшість квантових станів електронів є вільними. Проте, наприкінці еволюції ядро зорі стискається, густина в ньому збільшується до 109 кг/м3, нижні квантові стани електронів заповнюються повністю, електронний газ вироджується, і починає опиратися подальшому стисканню значно сильніше. Оскільки електрони не можуть перейти на нижчі енергетичні рівні (вони вже заповнені), то білі карлики втрачають температуру дуже повільно, за рахунок вистигання іонного газу (який не є виродженим) і нейтринних процесів.. 
Тиск виродженого електронного газу залежить від густини як 
{\displaystyle P\sim \rho ^{5/3}},
а для релятивістського виродженого електронного газу, як
{\displaystyle P\sim \rho ^{4/3}}.
Як видно, він не залежить від температури, і може підтримувати зорі в стабільному стані аж до повного вистигання (на яке потрібно трильйони або квадрильйони років - тобто зараз у Всесвіті холодних білих карликів ще не існує[джерело?]).
Оскільки гравітаційна енергія росте швидше ніж тиск, існує обмеження на масу білих карликів — межею Чандрасекара—, що приблизно дорівнює 1,44 маси Сонця. Втім, ще в 30-ті роки Лев Ландау і, паралельно, Вальтер Бааде та Фріц Цвіккі показали, що до досягнення цієї межі, енергія Фермі електронів у центральній частині такого білого карлика перевищить дефект маси між енергією спокою нейтрона і сумою енергій спокою протона та електрона. Через це електрони починають захоплюватися протонами, перетворюючись на нейтрони (процес називають нейтронізацією), а залишки електронного газу вже не здатні протистояти силам гравітації, внаслідок чого такий (досить масивний) білий карлик колапсує до радіуса в десятки кілометрів й перетворюється на нейтронну зорю.

### Вироджений нейтронний газ
Нейтронні зорі — одні з найщільніших і найкомпактних макроскопічних об'єктів у Всесвіті. Вони утворюються із зір, які занадто масивні, щоб підтримувати рівновагу в стані білого карлика. У таких зорях електрони захоплюються атомними ядрами, і більша частина речовини перетворюється на нейтрони. Тиск, при якому нейтрони вироджуються, значно вищий, ніж тиск при якому вироджуються електрони, через те, що маса нейтрона майже в 2000 разів більша, тому нейтронна зоря має стиснутися у сотні разів, щоб нейтронний газ почав вироджуватися. Густина, якої при цьому досягає речовина, порівняна з густиною ядерної речовини, а в центрі великих нейтронних зір перевищує її.
Фізичні умови в нейтронних зорях практично неможливо відтворити в лабораторії, тому що речовина в них є дуже щільною, але при цьому відносно холодною й стабільною, у той час як у фізиків є можливість створювати матерію такої щільності тільки в колайдерах, де вона народжується дуже гарячою й швидко розлітається. Через це, вивчення нейтронних зір може відкрити ефекти, які неможливо було б помітити інакше. З іншого боку, це значно ускладнює перевірку моделей, що описують ядра нейтронних зір. Багато в чому фізика цих процесів лишається незрозумілою.
Можливо, ядра нейтронних зір складаються не тільки з виродженого нейтронного газу, а й виродженого гіперонного або піонного газу.
Верхньою межею маси нейтронних зір є межа Оппенгеймера — Волкова, що дорівнює приблизно 2,5-3 M☉. Для масивніших зір, навіть тиск виродженого нейтронного газу не в змозі протистояти гравітації.
Проте, за деякими моделями, у разі наближення до цієї межі, зоря може зазнати ще одного якісного перетворення, і, стиснувшись ще сильніше, перетворитися на кваркову, що складається з виродженого кваркового газу. Такі об'єкти поки що є гіпотетичними.

### Фотонний газ
Оскільки енергія спокою фотона нульова, то фотонний газ завжди є виродженим, а через те, що фотон не може мати нульову енергію, фотонний газ не конденсується. При охолоджені до абсолютного нуля фотони зникають. Прикладом матерії, що в основному є фотонним газом є міжзоряний простір, що, здебільшого, заповнений реліктовими фотонами.

### Вироджений фононний газ
Фонони - квазічастинки, що зіставляють звуковим хвилям. Оскільки спін фононів дорівнює нулю, для них працює механізм Бозе-конденсації. Виродження фононного газу відіграє роль у явищі надплинності рідкого гелію. Також, через це виродження теплоємність твердих тіл при малих температурах описується законом Дебая, а при великих - законом Дюлонга — Пті.